# Orden de Albrac
La orden de Albrac fue una orden hospitalaria creada hacia el año 1120 en Rouergue por un vizconde de Flandes llamado Allard o Adelardo, para proteger a los viajeros contra los malhechores que infestaban las montañas de Albrac, cerca de Rodez.
En un principio se componía de una orden de hermanos armados para servir de escolta a los viajeros, de religiosos para servir un hospital y de eclesiásticos para desempeñar las funciones religiosas. Subsistió hasta el siglo XVIII; pero había decaído mucho de su antiguo carácter, y no era más que un simple convento de hombres que seguían la regla de San Agustín. Luis XIV la suprimió y destinó el terreno a la Escuela práctica militar en 1679.
- El contenido de este artículo incorpora material del tomo 4 de la Enciclopedia Universal Ilustrada Europeo-Americana (Espasa), cuya publicación fue anterior a 1945, por lo que se encuentra en el dominio público.

- Datos: Q6052102